# ほけんの窓口 森三中大島の「それ、聞いてみたら?」
『ほけんの窓口 森三中大島の「それ、聞いてみたら?」』はTOKYO FM制作・JFN系列で2021年4月3日から2022年9月24日まで放送されたラジオ番組である。パーソナリティは、大島美幸（森三中）。ほけんの窓口グループの一社提供。

## 番組概要
毎回リスナーから届いた相談や悩みなどを大島が答えていく。
また未放送シーンを加えた放送回を、AuDeeで配信されている。
ほけんの窓口のCMは、全国各地の支店員1人が出演するオリジナルバージョンが放送される。
2022年9月24日を以って放送終了をした。

## 放送時間
- 土曜 10:50 - 10:55